# Église Saint-Georges d'Aubevoye
L'église Saint-Georges située à Aubevoye est dédiée à saint Georges, martyr du IVe siècle, saint patron de la chevalerie.
La chapelle haute du château de Gaillon était elle aussi dédiée à saint Georges.
Cet édifice fait l’objet d’une inscription au titre des monuments historiques.

## Historique
L'église Saint-Georges d'Aubevoye, des XIIe, XIIIe, XVe et XVIe siècles est inscrite au titre des monuments historiques dans sa totalité par arrêté du 24 avril 2009,.
Elle est l'objet de transactions immobilières dès 1189-1194, époque où Raoul d'Aubevoye, de retour de croisade aux côtés d'Amaury VI de Montfort, offre ce bien au chapitre de la cathédrale d'Évreux.
L'église est construite à flanc de coteau. Le village médiéval s'est développé sur les côtés et en contrebas de ce point focal, à distance suffisante de la Seine dont on redoute les crues.
Hormis l'église de la chartreuse Notre-Dame de Bonne-Espérance, cet édifice religieux est le seul qui nous soit parvenu — non sans péripéties, l'édifice menaçant ruine ayant dû être fermé au culte en 1824 —, le prieuré Notre-Dame (le petit Grandmont), la chapelle Saint-Fiacre et la léproserie du Roule n'ayant laissé aucune trace.

## Architecture
L'édifice suit un plan allongé à trois vaisseaux. La nef centrale est plus haute que les collatéraux. Le chevet est de forme heptagonale. Une tour-clocher est insérée entre la nef et le chœur. La façade occidentale est précédée d'un porche de charpente et percée de deux petites meurtrières. La toiture est à longs pans pour le vaisseau central et en appentis pour les collatéraux. On relève la présence de contreforts à ressauts sur ces derniers.
Une chapelle latérale dédiée à saint Georges est présente côté nord entre la nef et le chœur, contre la tour-clocher. Des baies en plein cintre sont percées dans les murs de l'abside ; ce sont des baies brisées qui sont percées dans les collatéraux.

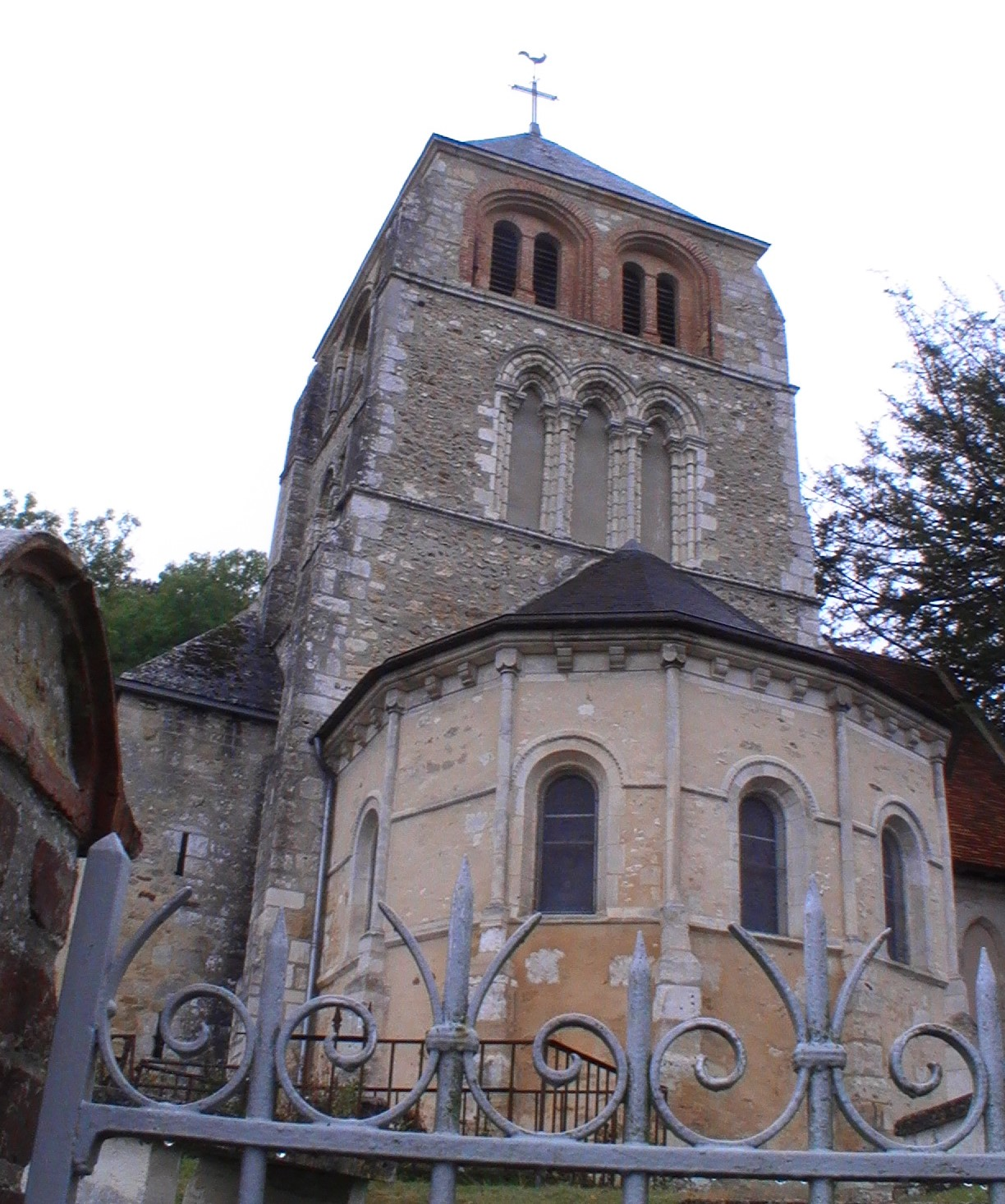
Aperçu par le sentier du Montier

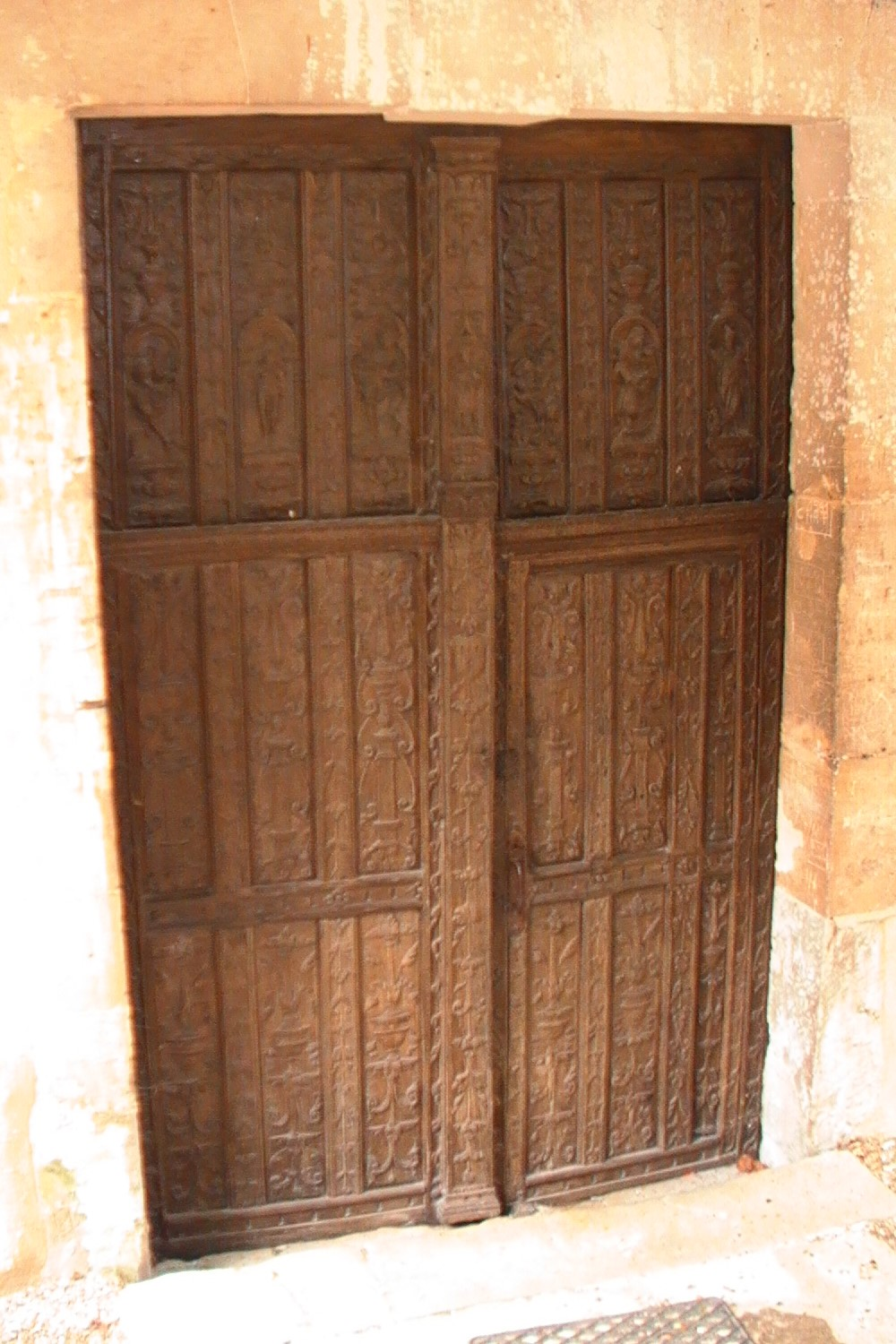
Porte à double vantail datée de 1547

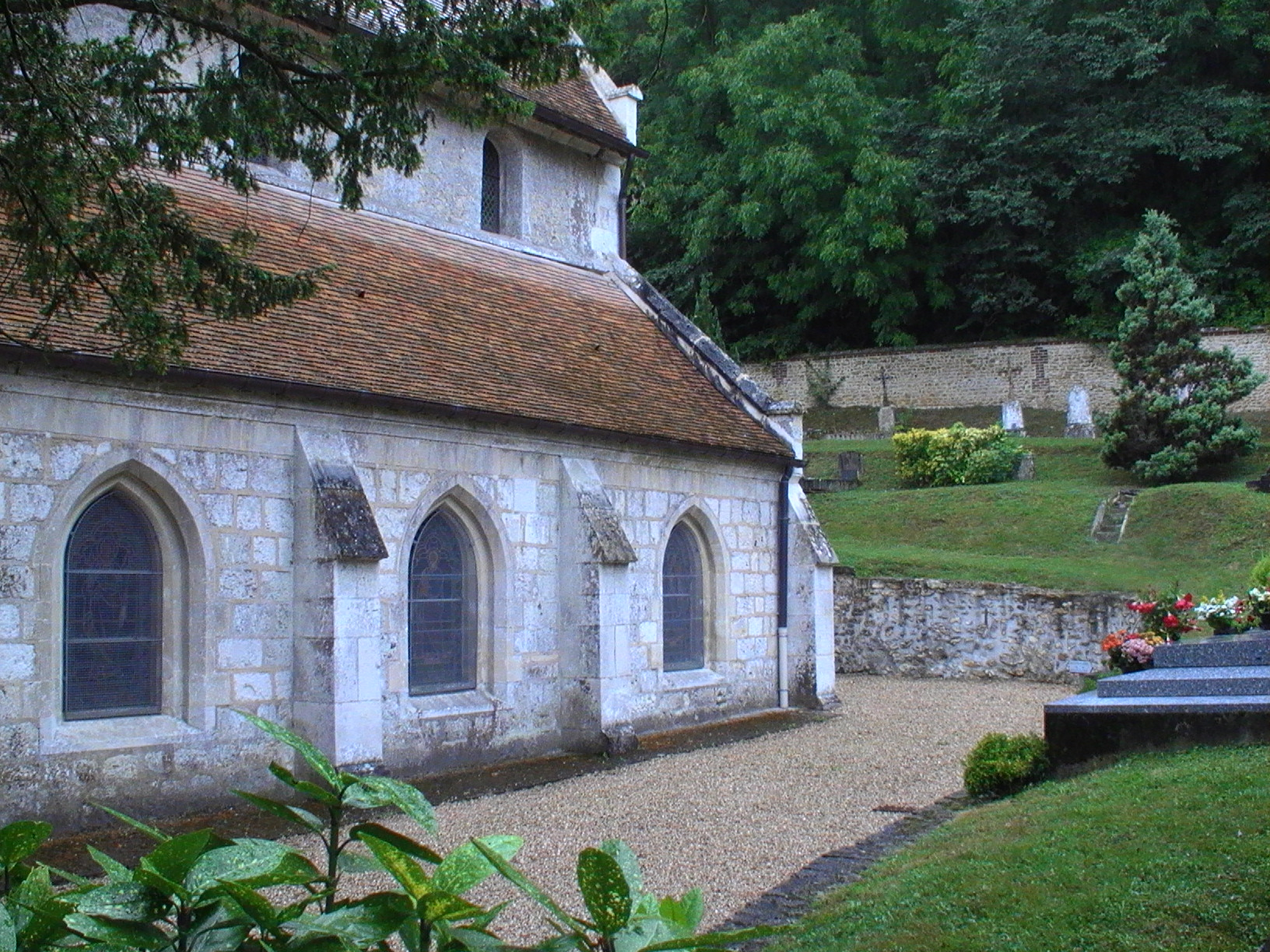
Abside au sud - fenêtres ogivales

Enfin, on note la présence d'arcatures aveugles sur la tour-clocher. Ceci s'explique par la préexistence d'un niveau supplémentaire de fenêtres et d'une flèche , ensemble qui, à une date indéterminée, s'est effondré par suite de l'affaissement du mur est du troisième étage. La réparation du clocher est certifiée en 1806. En outre, un chantier de réfection des murs, de la charpente et de la nef a été réalisé entre 1869 et 1874.

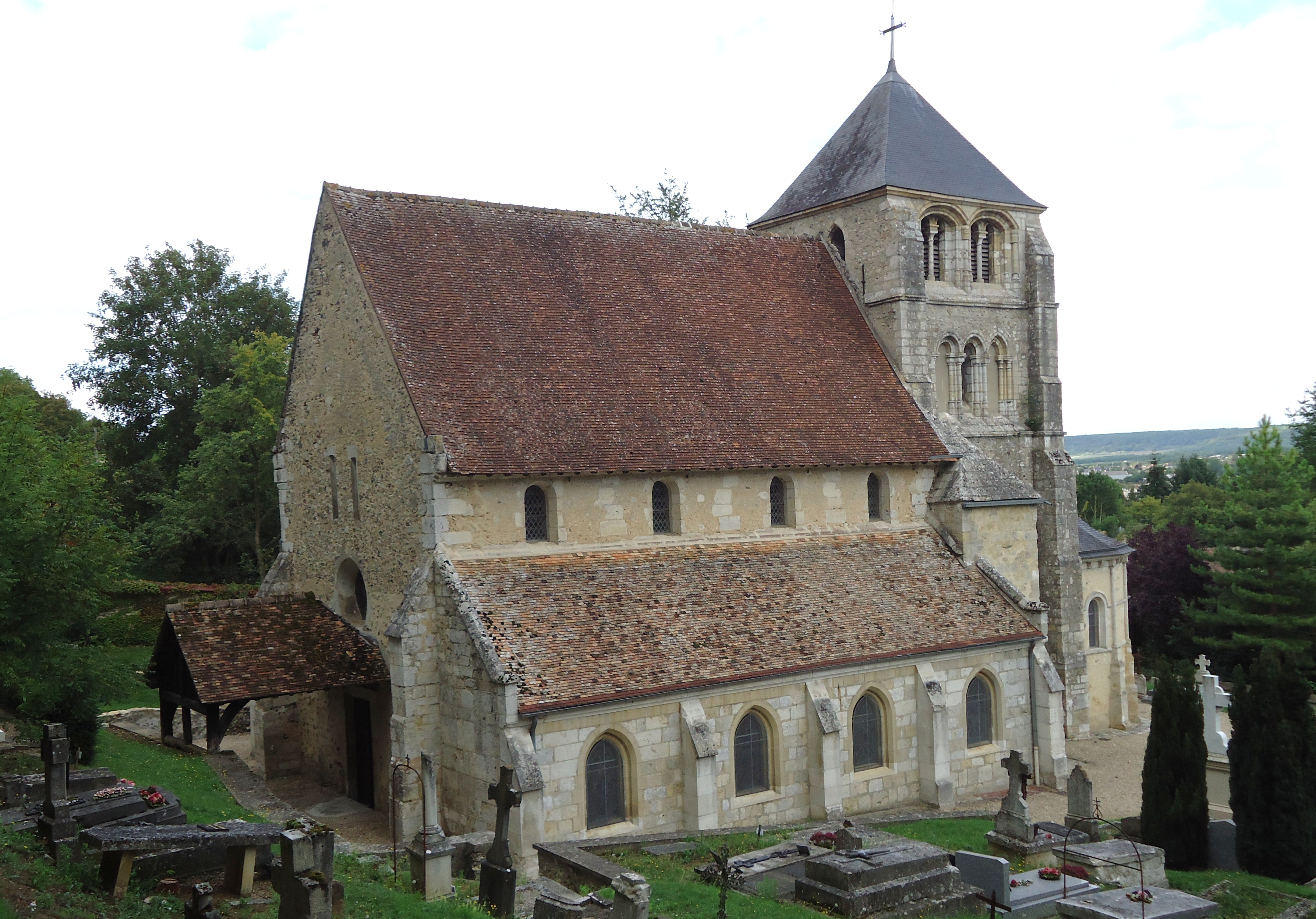
Façade au sud
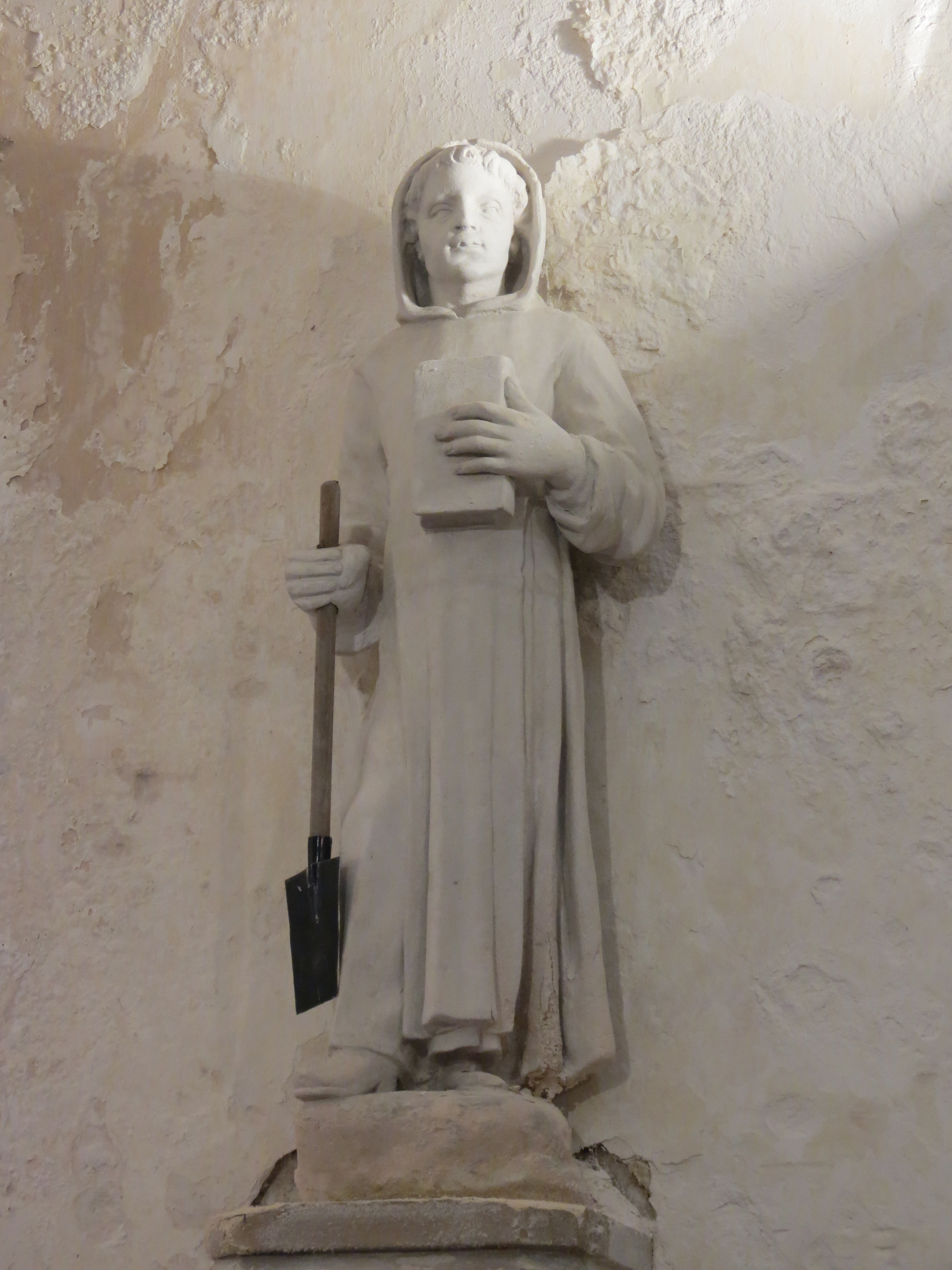
Statue de saint-Fiacre du XVe siècle.

## Mobilier
- Vierge à l'enfant[6].  Classée MH (1907)

- Saint-Nicolas (IVe siècle), archevêque, patron de la Lorraine, des écoliers et des marins. Ce sont les habitants du Roule qui en firent don au XVe siècle[7].  Classée MH (1907)

- Saint-Bruno[8], en provenance de la chartreuse de Bourbon-lèz-Gaillon.  Classée MH (1907)

- Plaque de marbre noir[9] portant inscription des noms des membres de la famille des Bourbon-Soissons, fondateurs de la Chartreuse, transférée lors de la dispersion de ses meubles non vendus à la suite de la nationalisation des biens du clergé à la Révolution.  Classée MH (1984)

- Onze stalles en bois sculpté qui ornaient le chœur de l'église de la Chartreuse.

## Vitraux
Leur réalisation est attribuée aux ateliers Duhamel-Marette. Les donateurs albaviens sont nombreux à avoir parrainé leur pose, qui s'est étalée entre les années 1872 et 1889. L'un d'eux a été donné par la famille Dumarest.
Par ailleurs, Adolphe Vard mentionne comme artisan du vitrail de Saint-Georges l'atelier Didron.

## Orgue
Au-dessus de la porte d'entrée, une tribune est montée en 1920. Les orgues ont été livrés en 1923 à la suite d'une souscription publique.

## Porte classée

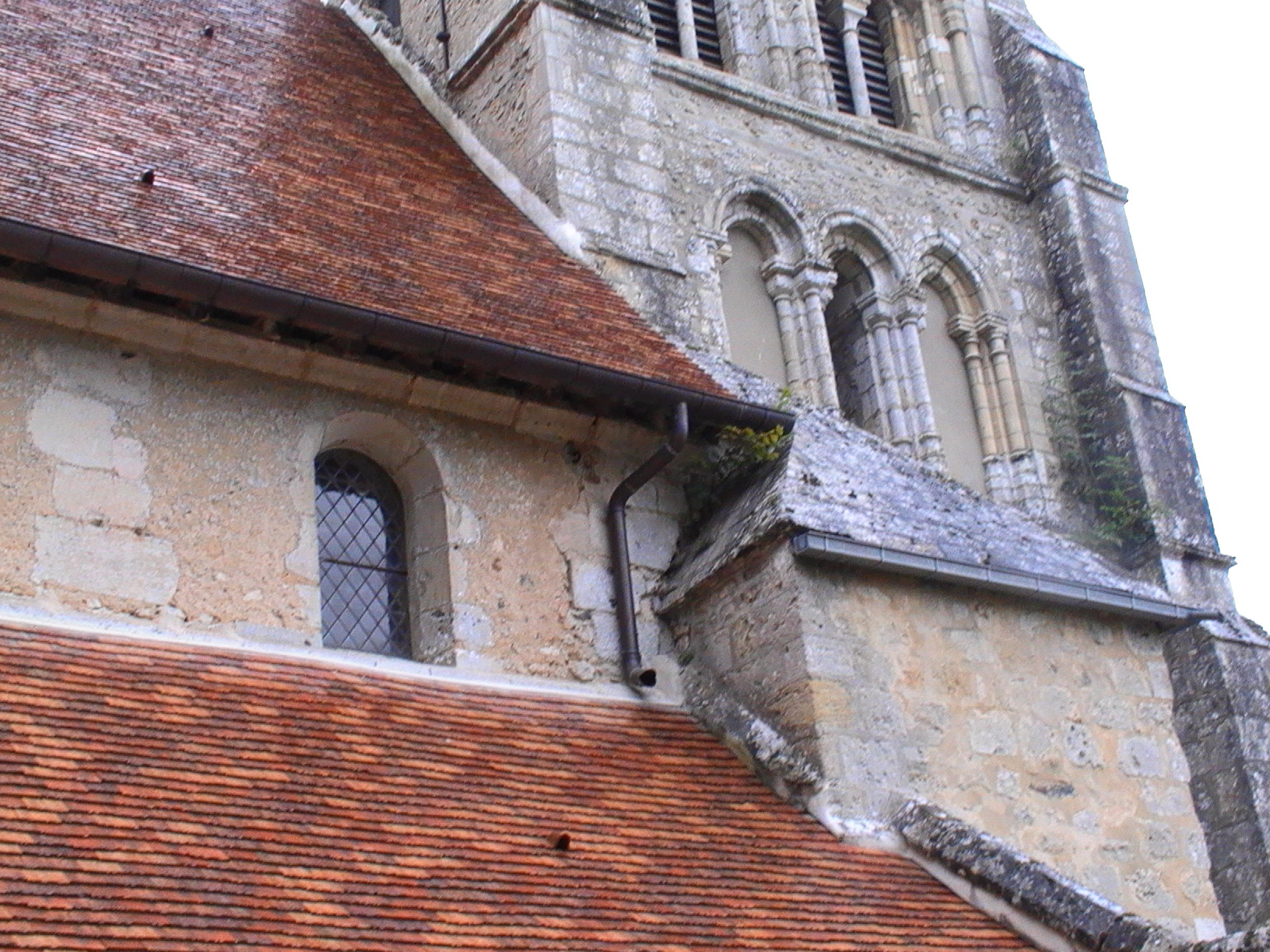
Détail de la tour-clocher

C'est à la base du mur de la nef, à l'abri d'une toiture en saillie dudit mur, que se trouve une porte à double vantail sur l'un des montants de laquelle est gravée la date de 1547 ,, classée monument historique en 1903.

## Tour-clocher
La tour a été consolidée en 1845. Elle est dotée de trois cloches dont les bénédictions respectives ont eu lieu aux dates suivantes :
- 24 septembre 1819 : de petite taille, nommée « Geneviève ». Curé : Placide Aimable Aubourg ; maire : Charles-Marie-Aimé Éthis de Corny et ses adjoints ; marraine : madame Geneviève Gouin, dame d'Aubevoye.

- 2 février 1896 : la plus grosse, nommée « Henriette Sophie Georgette ». Curé : Drouin ; maire : Henri-Arthur Mignot et ses adjoints et conseillers municipaux ; marraine : madame Henri Pain-Duclos.

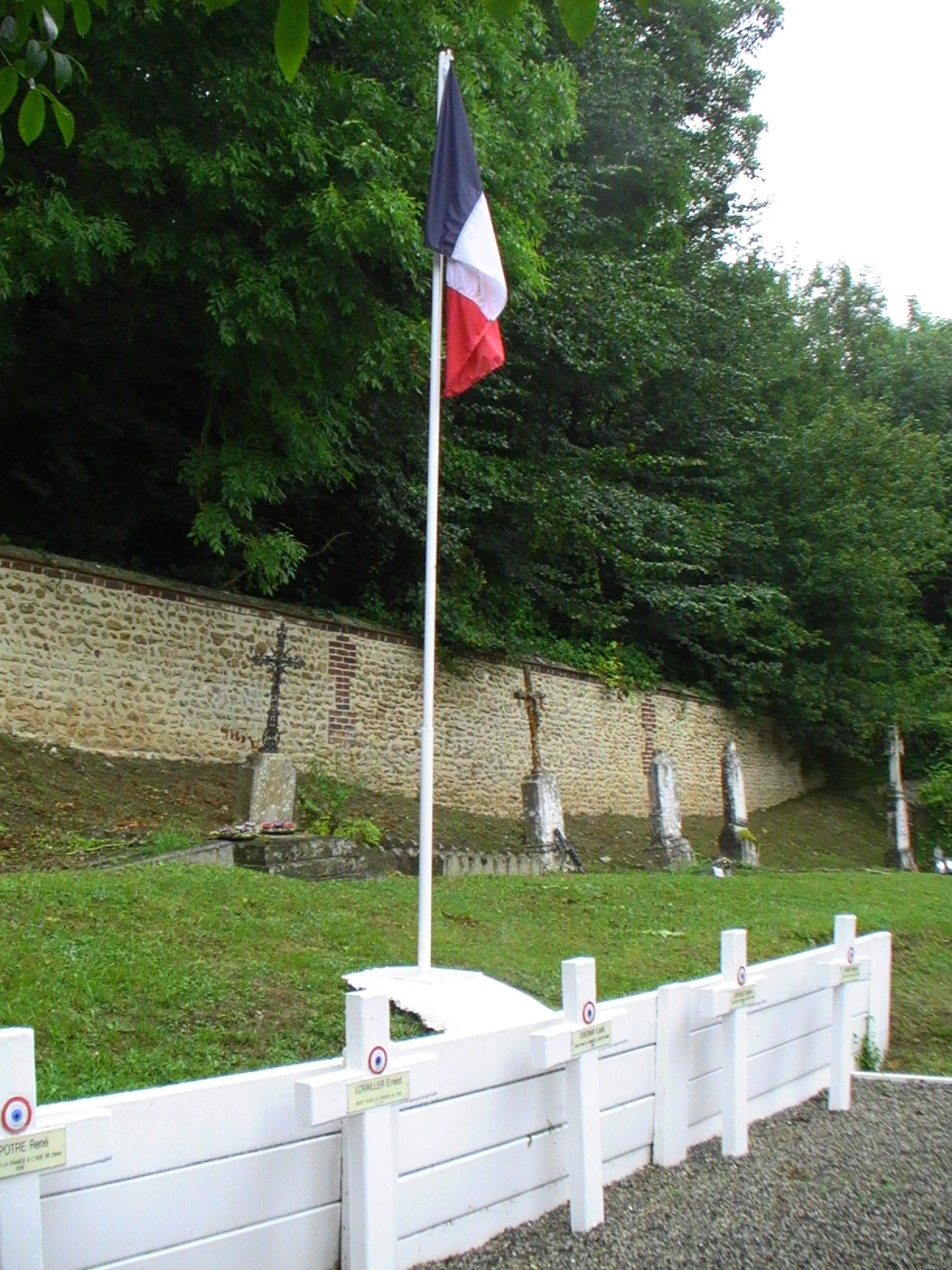
Carré militaire - guerre 1914-1918

- Carré militaire - guerre 1914-191814 mars 1926 : de moyenne taille, nommée « Notre-Dame des Victoires ». Curé : Joseph Aubert ; maire : Émile Laguette et ses adjoints et conseillers municipaux ; parrain : docteur Alain Mari. Y figurent les noms des 33 citoyens morts pour la France entre 1914 et 1918.

## Cimetière
L'église se trouve au sein d'un cimetière ancien. S'y trouve un carré militaire de la guerre 1914-1918 et diverses tombes d'âges variés et dans un état d'entretien moyen. Il n'y a plus de création de sépultures. Beaucoup de tombes anonymes sont marquées en vue de leur reprise par la commune.
Le curé d'Aubevoye, monseigneur Joseph Aubert, mort le 31 octobre 1959, chanoine honoraire, camérier du pape, est enterré ici, de même que d'anciens maires de la commune. On y rencontre aussi les pierres tombales de la marquise de Combray et de la musicienne Marie-Emmanuelle Bayon.
L'ancien local des charitons se trouve à gauche de la grille d'entrée principale.